# Főnyed, Somogy
Főnyed  este un sat în districtul Marcal, județul Somogy, Ungaria, având o populație de 82 de locuitori (2011). 

## Demografie
Componența etnică a satului Főnyed
     Maghiari (91,67%)
     Romi (4,76%)
     Germani (3,57%)
Componența confesională a satului Főnyed
     Romano-catolici (78,05%)
     Fără religie (7,32%)
     Necunoscută (14,63%)
Conform recensământului din 2011, satul Főnyed avea 82 de locuitori. Din punct de vedere etnic, majoritatea locuitorilor (91,67%) erau maghiari, existând și minorități de romi (4,76%) și germani (3,57%).  Din punct de vedere confesional, majoritatea locuitorilor (78,05%) erau romano-catolici, cu o minoritate de persoane fără religie (7,32%). Pentru 14,63% din locuitori nu este cunoscută apartenența confesională.